# Mirosław Perz
Mirosław Perz (ur. 25 stycznia 1933 we wsi Zielonagóra, zm. 30 marca 2023 w Warszawie) – polski muzykolog i dyrygent, badacz historii muzyki staropolskiej i muzyki europejskiej od średniowiecza do końca XVIII w., profesor nauk humanistycznych.  

## Życiorys
Młodszy brat jezuity Zygmunta Perza. Studia muzykologiczne rozpoczął w 1951 na Uniwersytecie Poznańskim u Adolfa Chybińskiego, Marii Szczepańskiej i Mariana Sobieskiego. Równolegle od 1952 studiował także grę na organach w klasie Józefa Pawlaka w Państwowej Wyższej Szkole Muzycznej w Poznaniu.
Po likwidacji kierunku na Uniwersytecie Poznańskim kontynuował studia z muzykologii na Uniwersytecie Warszawskim u Hieronima Feichta, Zofii Lissy i Józefa Michała Chomińskiego. Oprócz tego dalej uczył się gry na organach (u Feliksa Rączkowskiego, w latach 1954–1959), studiował kompozycję u Tadeusza Szeligowskiego (1959–1963) i dyrygenturę u Bohdana Wodiczki (1960–1964). Studia z muzykologii ukończył w 1956.
W latach 1956–1959 prowadził Chór Kameralny Filharmonii Narodowej, w latach 1963–1968 i 1972–1977 Chór Akademicki Uniwersytetu Warszawskiego.
Od 1957 pracował w Instytucie Muzykologii Uniwersytetu Warszawskiego, w 1966 uzyskał tytuł doktora nauk humanistycznych na podstawie pracy poświęconej Mikołajowi Gomółce, napisanej pod kierunkiem Hieronima Feichta, od 1971 kierował tam Zakładem Muzyki Polskiej, równocześnie w latach 1981–1993 pracował w Zakładzie Muzykologii Uniwersytetu im. Adama Mickiewicza w Poznaniu. W 1991 habilitował się na Katolickim Uniwersytecie Lubelskim, w 1993 otrzymał tytuł profesora. W latach 1996–1999 był dyrektorem Instytutu Muzykologii UW oraz przewodniczącym Komitetu Nauk o Sztuce Polskiej Akademii Nauk. 
Opublikował książki Mikołaj Gomółka. Monografia (1969) i Melodie na Psałterz polski Mikołaja Gomółki. Interpretacje i komentarze (1988), był także wydawcą edycji utworów Mikołaja Gomółki (1963–1967), Mikołaja z Radomia (1987) i Adama z Wągrowca (1999 – z Ireną Bieńkowską) oraz tomu XIII i XIV serii Antiquitates Musicae in Polonia, poświęconej polskiej muzyce polifonicznej, a także autorem wielu artykułów poświęconych muzyce staropolskiej w piśmie Ruch Muzyczny oraz audycji w Programie II i III Polskiego Radia m.in. 200 kantat Jana Sebastiana Bacha (1991–1994), Symfonie Antona Brucknera, Musica humana, 200 kantat Jana Sebastiana - reaktywacja (2012–2015).
Był członkiem kilku towarzystw naukowych, m.in. International Musicological Society i elitarnej Academia Europaea. Dwukrotnie pełnił funkcję prezesa Sekcji Muzykologów Związku Kompozytorów Polskich, w 2013 otrzymał honorowe członkostwo ZKP. 
Zmarł w Warszawie, pochowany 4 kwietnia 2023 w grobie rodzinnym na cmentarzu parafialnym przy ul. Łowmiańskiego w Poznaniu (kwatera P-27-17).

## Nagrody i wyróżnienia
- Nagroda Ministra Oświaty i Szkolnictwa Wyższego (1967, 1977, 1989)[9]
- Nagroda Związku Kompozytorów Polskich (1990)[10]
- Medal ZAiKS-u (2009)[11]
- Nagroda PR Złoty Mikrofon (2015)[12]